# 尖盾大蛛
尖盾大蛛（学名：Tapinocyba kolymensis）为皿蛛科盾大蛛属的动物。分布于俄罗斯以及中国大陆的吉林等地。该物种的模式产地在俄罗斯。